# Adolf Friedrich von Schack
Il conte Adolf Friedrich von Schack (Brüsewitz, 2 agosto 1815 – Roma, 14 aprile 1894) è stato uno scrittore e poeta tedesco.

## Biografia
Nato a Brüsewitz presso Schwerin da una nobile famiglia comitale locale, Adolf Friedrich von Schack era figlio di Christoph von Schack e di sua moglie, Wilhelmine Katharina Henriette Kossel. Egli compì i propri studi di giurisprudenza tra il 1834 e il 1838 presso le università di Bonn, Heidelberg e Berlino. Terminati gli studi, egli entrò al servizio dello stato tedesco del Meclemburgo e nel Kammergericht di Berlino. Viaggiò quindi in ragione del suo lavoro in Italia, Egitto e Spagna e, come attaché alla corte del granduca di Oldenburg, viaggiò con quest'ultimo in un suo tour nell'est Europa. Al suo ritorno da questo viaggio, egli maturò la scelta di entrare al servizio del governo dell'Oldenburg e dal 1849 venne nominato inviato a Berlino. Nel 1852 decise di ritirarsi dalla carriera diplomatica e risiedette per breve tempo nello stato di Meclemburgo per poi spostarsi in Spagna ove si dedicò allo studio della storia moresca. Fu ammiratore di Garibaldi e amico di Mazzini, che celebrò nel volume parzialmente autobiografico Joseph Mazzini und die italienische Einheit (1891).
Nel 1855 si stabilì a Monaco di Baviera, ove il re Massimiliano II lo nominò membro dell'Accademia delle Arti e delle Scienze e dove ebbe l'occasione di riunire un'impressionante collezione di dipinti tra cui spiccano capolavori di Bonaventura Genelli, Anselm Feuerbach, Moritz von Schwind, Arnold Böcklin e Franz von Lenbach che ancora oggi sono riuniti nella Schackgalerie, una delle più grandi e ricche della città.
Adolf Friedrich von Schack morì a Roma nell'aprile del 1894 all'età di 78 anni. La sua salma venne poco dopo riportata in Germania per essere sepolta nella cappella di famiglia nel cimitero di Stralendorf.

## Collezionista e patrono delle arti
Il principale merito di von Schack come collezionista fu quello di aver promosso il lavoro di molti artisti tedeschi, giovani e semisconosciuti, del suo tempo. Tra i pittori da lui maggiormente amati ricordiamo Moritz von Schwind, il cui approccio idealistico all'arte era stato relegato in secondo piano in un'epoca in cui vi era un trionfante progresso del realismo, oltre a giovani pittori come Arnold Böcklin, Anselm Feuerbach e Hans von Marées, i quali vennero scartati dai contemporanei.
La scelta delle opere da parte di Schack rifletteva proprio i suoi interessi e le sue predilezioni. La sua conoscenza dell'arte era fondamentalmente idealistica e questo automaticamente gli precluse la scelta di quadri eccessivamente realistici. "La poesia è la madre di tutte le arti - scriveva - e sia il pittore che il musicista possono essere autentici artisti solo quando sono imbevuti di spirito poetico come i poeti stessi". Molti dipinti della sua grande collezione rappresentano anche dipinti storici e paesaggi con motivi mediterranei (essenzialmente scorci d'Italia, Grecia e Spagna, nazione quest'ultima che von Schack visitò in molte occasioni).
I dipinti di Böcklin e Feuerbach erano essenzialmente incentrati sui miti dell'antica Grecia e dell'antica Roma, ma si dilungavano anche su soggetti poetici e letterari tratti da Dante, Petrarca e Goethe, oltre a saghe e personaggi derivati dalle leggende della Germania medievale che vennero proprio riscoperte nell'Ottocento come alternativa "tedesca" alle antichità classiche e come esaltazione della nazione che stava andando a formandosi in quegli anni.
Oltre a opere dei contemporanei, von Schack si dedicò anche al collezionismo di copie di opere di grandi artisti del Cinquecento italiano come Giorgione, Tiziano, Tintoretto e Veronese, sfruttando la bravura di copisti come Franz von Lenbach che diverrà poi uno dei principali ritrattisti della Germania imperiale.
La collezione Schack venne in un primo tempo alloggiata nella casa del conte a Brienner Strasse e venne aperta al pubblico nel 1865, attraendo presto un gran numero di visitatori al punto che si rese necessario un rifacimento della facciata dello stabile in stile neorinascimentale ad opera dell'architetto Lorenz Gedon.
Nel 1876 von Schack decise che, alla propria morte, la sua collezione sarebbe stata donata all'imperatore di Germania e così nel 1894 alla morte dell'aristocratico, Guglielmo II si trovò proprietario della grandiosa collezione d'arte che lasciò a Monaco di Baviera come patrimonio per la città, spostandola però nel 1909 nell'attuale edificio fatto appositamente costruire lungo la Prinzregentenstrasse, nei pressi dell'ambasciata prussiana.

## Opere

### Novelle e poemi
Poemi lirici
Gedichte (1867, 6ª ed., 1888).
Heimkehr (1885)
Novelle in versi
Durch alle Wetter (1870, 3ª ed., 1875) e Ebenbürtig (1876).
Poemi drammatici
Helidor (1878).
Tragedie
Die Pisaner (1872) e Walpurga and Der Johanniter (1887).
Commedie politiche
Der Kaiserbote e Cancan (1873).

### Altre opere
Storia dell'Arte e della Letteratura
Geschichte der dramatischen Literatur and Kunst in Spanien (3 volumi 1845-1846, 2ª ed. 1854), Poesie and Kunst der Araber in Spanien and Sicilien (1865, 2ª ed. 1877), che sono il suo principale contributo alla storia letteraria tedesca.
Traduzioni
Spanisches Theater (1845), Heldensagen des Firdusi (1851) e Stimmen vom Ganges (1857, 2ª ed. 1877).
Catalogo e storia della galleria di dipinti personale
Meine Gemaldesammlung (7ª ed., 1894).
Collezioni di opere
Gesammelte Werke, pubblicate in sei volumi (1883, 3ª ed. in due volumi 1897-1899). Nachgelassene Dichtungen il cui editore fu G. Winkler (1896).